# Ешлі Коффі
Ешлі Коффі (англ. Ashley Coffey; нар. 1 грудня 1993, Лідс) — англійський футболіст, нападник клубу «Шанхай Цзядін».

## Клубна кар'єра
Вихованець англійського клубу «Бредфорд Сіті». Тривалий час Ешлі виступав за маловідомі англійські команди, зокрема, «Вест Окленд Таун», «Марске Юнайтед» та «Вітбі Таун».
Влітку 2019 англієць переїхав до Швеції, де рік виступав за команду «Гуддінге». Наступний рік Ешлі провів також в шведській команді «Ганінге», де став одним із кращих бомбардирів записавши до свого активу 28 м'ячів в 29-ти матчах. У січні 2021 року Коффі підписав трирічну угоду з клубом АФК Ескільстуна.
У січні 2023 року Ешлі підписав однорічну угоду з фінським клубом АС Оулу. 5 квітня 2023 дебютував у лізі в переможному матчі 2–0 проти КТП. За підсумками сезону Ешлі став найкращим бомбардиром клубу, забивши 19 голів.
10 листопада 2023 року клуб скористався можливістю продовжити контракт з Коффі до кінця сезону 2024 року. За підсумками другого сезону перебування в складі АС Оулу, англієць став найкращим бомбардиром чемпіонату з 12-ма голами. Після останнього матчу Коффі підтвердив, що покине Оулу.
30 січня 2025 року перейшов Ешлі до китайського клубу «Шанхай Цзядін».

## Титули і досягнення
АС Оулу
- Фіналіст Кубка фінської ліги: 2023

Індивідуальні
- Вейккаусліга гравець місяця: травень 2024[11]
- Еттан Золотий Бутс: 2020[5]
- АС Оулу гравець року: 2023, 2024
- Найкращий бомбардир чемпіонату: 2024